# Gustav Hartlaub
Karel Johan Gustav Hartlaub, född 8 november 1814 i Bremen, Tyskland, död där 29 november 1900, var en tysk läkare och ornitolog.